# Сьяду
Сьяду́ (фр. Ciadoux, окс. Siadors) — коммуна во Франции, находится в регионе Юг — Пиренеи. Департамент — Верхняя Гаронна. Входит в состав кантона Булонь-сюр-Жес. Округ коммуны — Сен-Годенс.
Код INSEE коммуны — 31141.

## География

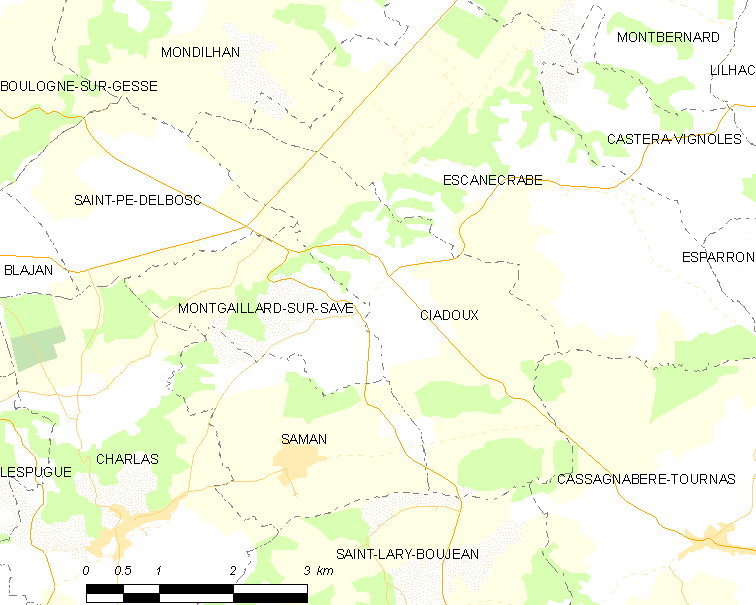
Карта коммуны

Коммуна расположена приблизительно в 640 км к югу от Парижа, в 70 км к юго-западу от Тулузы.
На севере коммуны протекает река Сав.

## Климат
Климат умеренно-океанический. Зима мягкая и снежная, весна характеризуется сильными дождями и грозами, лето сухое и жаркое, осень солнечная. Преобладают сильные юго-восточные и северо-западные ветры.

## Население
Население коммуны на 2010 год составляло 264 человека.
| 1962 | 1968 | 1975 | 1982 | 1990 | 1999 | 2010 |
| ---- | ---- | ---- | ---- | ---- | ---- | ---- |
| 197  | 207  | 188  | 196  | 203  | 186  | 264  |

## Администрация
| Период | Период | Фамилия      | Партия | Примечания |
| ------ | ------ | ------------ | ------ | ---------- |
| 1995   | 2014   | Жозеф Монто  |        |            |
| 2014   | 2020   | Тьерри Тубер |        |            |

## Экономика
В 2010 году среди 178 человек трудоспособного возраста (15—64 лет) 123 были экономически активными, 55 — неактивными (показатель активности — 69,1 %, в 1999 году было 69,7 %). Из 123 активных жителей работали 111 человек (63 мужчины и 48 женщин), безработных было 12 (7 мужчин и 5 женщин). Среди 55 неактивных 14 человек были учениками или студентами, 25 — пенсионерами, 16 были неактивными по другим причинам.